# Noemi Lung
Noemi Ildiko Lung (* 16. Mai 1968 in Baia Mare) ist eine ehemalige rumänische Schwimmerin.

## Karriere
Lung startete ihre internationale Karriere 1986 mit der Teilnahme an den Schwimmweltmeisterschaften in Madrid. Dort konnte sie Bronze über 400 m Lagen gewinnen. Das folgende Jahr 1987 war für sie äußerst erfolgreich. Im Januar stellte sie über 400 m Lagen einen neuen Europarekord auf der Kurzbahn auf, der bis 2001 bestehen blieb. Im Juli nahm sie an der Sommer-Universiade in Zagreb teil. Dort konnte sie fünf Goldmedaillen – über 200 m, 400 m und 800 m Freistil, sowie über 200 m und 400 m Lagen – und zwei Bronzemedaillen – über 200 m Schmetterling und mit der Staffel über 4 × 200 m Freistil – gewinnen. Im August folgten weitere Medaillen bei den Europameisterschaften in Straßburg. Über 400 m Lagen errang die Rumänin Gold, mit der Staffel über 4 × 200 m Freistil Silber und über 200 m Lagen gelang der Gewinn der Bronzemedaille. 1988 nahm sie das erste Mal an Olympischen Spielen teil. Im südkoreanischen Seoul erreichte sie über 400 m Freistil das B-Finale, über 200 m Lagen gewann sie Bronze, über 400 m Lagen Silber.
Seit 1990 lebt Lung in den Vereinigten Staaten, von wo aus sie zwei Jahre später, bei den Olympischen Spielen in Barcelona, vertretend für Rumänien war. In Barcelona kam sie bei 400 m Lagen als 18te nicht über den Vorlauf hinaus und bei 200 m Lagen erreichte Lung das B-Finale auf Platz 13.
Seit 1995 ist Lung mit dem ehemaligen Handballer Cristian Zaharia verheiratet und im selben Jahr graduierte sie an der Florida Atlantic University (FAU) in Boca Raton, Florida. Von 1997 bis 2000 war sie bei der FAU auch stellvertretende Cheftrainerin der Männer und Frauen, eine Zeit in der Noemi Lung vier Qualifikanten für die Olympischen Spiele von 1996 in Atlanta trainierte.